# Парбасдорф
Парбасдорф (нем. Parbasdorf) — коммуна (нем. Gemeinde) в Австрии, в федеральной земле Нижняя Австрия.
Входит в состав округа Гензерндорф. Население составляет 146 человек (на 31 декабря 2005 года). Занимает площадь 10,23 км². Официальный код — 3 08 46.

## Политическая ситуация
Бургомистр коммуны — Вильхельм Изер (АНП) по результатам выборов 2005 года.
Совет представителей коммуны (нем. Gemeinderat) состоит из 13 мест.
- АНП занимает 13 мест.